# Pussy Cat Pussy Cat
Pussy Cat, Pussy Cat, Roud 15094, är en populär engelskspråkig barnramsa, som publicerades första gången 1805.

## Text och melodi
Vanliga moderna versioner: 
Pussy cat, pussy cat, where have you been?
I've been to London to visit the Queen.
Pussy cat, pussy cat, what did you there?
I frightened a little mouse under her chair.
Melodin som vanligen associeras med rimet noterades först av kompositören James William Elliott i hans National Nursery Rhymes and Nursery Songs (1870).  I den ursprungliga versionen saknas ordet "do" i frasen "what did you there".

## Ursprung
Ramsans tidigaste förekomst är i Songs for the nursery, tryckt i London 1805.  Drottningen som oftast avbildas i illustrationer är Elizabeth I, men Caroline av Braunschweig har också förekommit. Ramsan har även översatts till ryska av den sovjetiske författaren Samuil Yakovlevich Marshak. 